# Ulrica Elionor I de Suècia
Ulrica Elionor (23 de gener de 1688 - 24 novembre 1741), també coneguda com a Ulrica Elionor la Jove, fou Reina regnant de Suècia des del 5 de desembre de 1718 al 29 de febrer de 1720, i llavors fou Reina consort fins a la seva mort.
Era la filla més jove del Rei Carles XI i la Reina Ulrica Elionor la Vella. Després de la mort del seu germà Carles XII el 1718, reclamà el tron. Una de les seves germanes més grans, la Princesa Hedvig Sofia donà a llum a un fill, Carles Frederic de Holstein-gottorp, que tenia més dret successoris per primogenitura. Però Ulrica Elionor afirmava que era la descendent més propera de l'últim rei (la idea de proximitat de sang) i cità el precedent de la Reina Cristina. Fou reconeguda hereva legítima pel Riksdag després que hagués acceptat renunciar als poders de monarquia absoluta establerta pel seu pare Carles XI. Abdicà el 1720 a favor del seu consort, Landgrave Frederic I de Hesse-Kassel.

## Princesa i regent
Ulrica Elionor visqué la major part de la seva vida sota l'ombra d'altres, eclipsada pel seu germà el rei, i per la seva germana més bonica, que era l'hereva informal del seu germà. El 1700, hi havia negociacions matrimonials amb Frederic Guillem de Prússia, però no finalitzaren amb èxit. Més tard es convertí en la padrina de Lluïsa Ulrica de Prússia, que va rebre el nom d'Ulrica per ella. La princesa cuidà de la seva àvia, Hedwig Elionor de Holstein-Gottorp, durant l'absència del seu germà per la Gran Guerra del Nord. La seva germana més gran, Hedvig Sofia, era en aquell moment l'hereva al tron.
La seva situació començà a canviar després de la mort de la seva germana més gran el 1708. Com que el seu germà es negava a casar-se, i com era l'única representant reial a Suècia, el 1713 fou nomenada regent durant l'absència del rei, pel govern i la seva àvia. L'elecció de l'hereu al tron, ara romania entre Ulrica Elinor i el seu nebot. La seva ascensió com a regent i presidenta del parlament fou acollida amb gran entusiasme. El Riksdag s'havia oposat al seu germà, per aturar la monarquia absoluta i restablir el seu mateix poder.
Després de la mort de la seva àvia el 1715 es convertí en el centre de la cort, essent segurament un dels períodes més feliços de la seva vida. El 1715 es casà amb Frederic I de Hesse-Kassel, fill de Carles I de Hessen-Kassel i d'Amàlia Kettler de Curlàndia.
. El matrimoni, que per Ulrica era un acte d'amor, esdevingué un altre intent d'utilitzar-la com a titella polític. Frederic s'havia casat amb ella amb la intenció d'arribar al tron, i immediatament començà a conspirar per ser anomenat hereu, en lloc del seu nebot. El "partit de Hesse" i el "partit de Gottorp" estigueren enfrontats en la lluita pel tron.

## Reina regnant
Quan Carles XII fou mort el 1718, el "partit de Hesse" assegurà la successió d'Ulrica Elinor al tron. Es guanyaren el suport de l'oposició al Riksdag, que volia acabar amb la monarquia absoluta establerta e 1680 i restablir règim parlamentari.
Per aconseguir-ho, Ulrica Elionor va haver d'una nova constitució, que en gran manera limitava el poder del monarca. Se l'escollí formalment monarca i fou coronada a Uppsala el març de 1719. Durant el seu curt període com monarca per assegurar-se suports, ennoblí moltes famílies. En quinze mesos, en crearen cent vuitanta-un títols nobiliaris, més que sota qualsevol altre monarca en la història sueca: un comte, dos barons, i vuit títols menors tots els mesos. Tenia set mariscals de camp on el seu germà només en tingué entre tres i cinc.
Ulrica Elionor era de fet, partidària de la monarquia absoluta. Havia acceptat a la nova constitució només per assegurar el tron. Donava suport a les ambicions polítiques del seu marit i volia que es convertís en corregent, seguint l'exemple de Guillem III i Maria II d'Anglaterra, però no era permès pel Riksdag, ja que corregnar era prohibit a Suècia d'ençà del segle xv. Per això abdicà en el seu favor després de regnar només un any. Aquesta successió fou confirmada pel Riksdag. Sovint parlava de l'abdicació com el gran sacrifici de la seva vida. Frederic la succeí com Frederic I el 1720.

## Reina consort

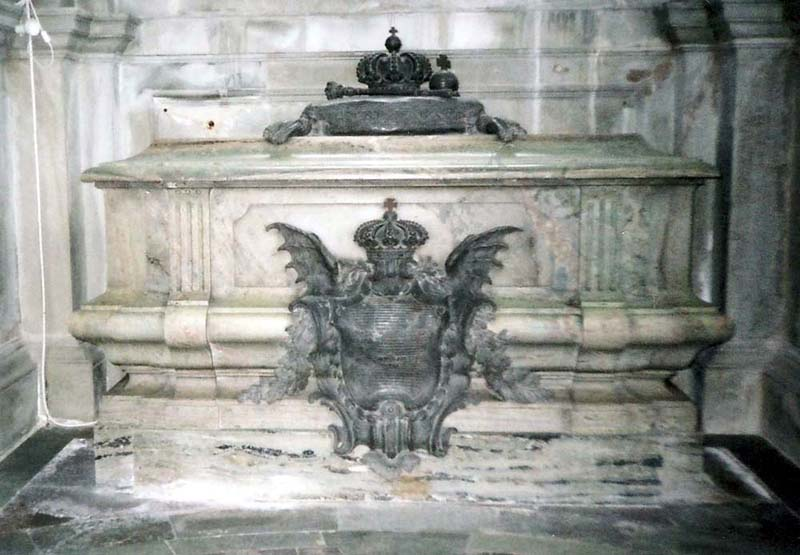
Sarcòfag d'Ulrica Elionor a l'Riddarholmskyrkan

Ulrica Elionor s'havia casat per amor i és conegut que era feroçment lleial a Frederic. Com a mínim fins a 1724, la Reina expressava l'esperança de donar a llum a un hereu, però el matrimoni no tingué fills. Frederic, en canvi, tingué diverses amants. Els seus afers extramatrimonials augmentaren després que perdés gran part de la seva autoritat reial en 1723. El 1730, Frederic fou el primer rei de la història sueca que tingué una amant oficial, la jove noble Hedvig Taube, que rebé el títols de comtessa d'Hessenstein. La reacció de La Reina mai no s'ha sabut i mai no en feu comentaris; però es retirà de la cort i es dedicà a la religió i la caritat. Malgrat aquesta retirada, se la nomenà regent durant l'absència de Frederic el 1731 i el 1738.
La reina Ulrica Elionor morí de verola el 1741. Els regnats d'Ulrica Elionor i el seu marit foren el començament del període tradicionalment conegut com l'Edat de Llibertat, en el qual la monarquia perdé gran part del seu poder.

## Vida personal
Ulrica Elionor estava interessada en les joies, la música, i col·leccionava monedes. Li agradava ballar als balls de la cort, i també llogava companyies de teatre alemanyes i franceses per actuar a Bollhuset. Ella va interrompre sessions parlamentàries per pregar. A les recepcions de la cort interrogava senyoretes joves sobre la Bíblia, recompensant-los per respostes correctes.

## Successió
| Ulrica LeonorCasa de Palatinat-Zweibrücken Branca cadet del Casa de Wittelsbach Nascut: 23 Gener 1688 Mort: 24 Novembre 1741 |                                                                            |                                                      |
| Títols |                                                                            |                                                      |
| Precedit per: Carles XII | {{{title}}} 1718–1720                                                      | Succeït per: Frederic I                              |
| Precedit per: Carles XII | {{{title}}} 1718–1719 (deposada per l'ocupació danesa, restituïda el 1719) | Succeït per: Jordi I de la Gran Bretanya             |
| Precedit per: Frederic de Hesse-Kassel                                                                                       | {{{title}}} 1720–1741                                                      | Succeït per: Lluïsa Ulrica de Prússia                |
| Vacant | {{{title}}} 1730–1741                                                      | VacantSegüent títol en mans deMaria de Gran Bretanya |